# Eddie Selzer
Edward "Eddie" Selzer (12 de enero de 1893 - 22 de febrero de 1970) fue un productor del estudio de animación de Warner Bros. entre 1944 y 1956.

## Biografía
Después de que el estudio fuera vendido por Leon Schlesinger en 1944, Selzer fue asignado como cabeza del estudio en Termite Terrace por Jack Warner. La información sobre la personalidad y actitud de Selzer en los negocios proviene de la autobiografía de Chuck Jones, Chuck Amuck: The Life and Times of an Animated Cartoonist. En ella, Jones describe a Selzer como una persona aburrida que no tenía sentimiento o apreciación hacia los dibujos animados.
A pesar de su indiferencia hacia la animación, Selzer participó en varios conflictos con animadores y escritores. Un incidente revela que Friz Freleng casi dimitió tras una discusión con Selzer, quien pensaba que no era buena idea unir al gato Silvestre y Piolín. La escena empeoró cuando Freleng dejó su lápiz sobre el escritorio de Selzer, diciendo que si sabía tanto sobre animación debería hacer él el trabajo. Selzer se disculpó al día siguiente, una decisión acertada: Warner Bros. no perdió el talento de Freleng, y Tweetie Pie, el primer dibujo animado donde Silvestre y Piolín participaban juntos, ganó el Oscar al mejor cortometraje animado de 1947, probando ser la pareja animada más exitosa de Warner Bros.
En un incidente similar, Selzer prohibió a Robert McKimson producir algún dibujo animado protagonizado por el demonio de Tazmania, ya que lo encontraba demasiado grotesco para ser un personaje recurrente. Selzer cambió de parecer cuando Jack Warner le demostró que Taz era un éxito entre la audiencia.
A pesar de esto, Jones aprecia las interferencias de Selzer, ya que le dio al equipo creativo algo con lo que luchar. Por ejemplo, fue su edicto "los camellos no son graciosos" lo que inspiró a Friz Freleng a hacer Sahara Hare, un dibujo animado donde la mayoría de la comedia surge de Sam Bigotes intentando controlar a su camello. De la misma manera, Chuck Jones y Mike Maltese crearon Bully for Bugs como respuesta a la declaración de Selzer sobre las corridas de toros.
El único motivo de orgullo que obtuvo Selzer de su rol como productor fue la fama que le proporcionó su asociación a los personajes de Looney Tunes. Aunque declaró que no había nada divertido en una mofeta que hablara francés, aceptó el Oscar al mejor cortometraje animado de 1949 - por For Scent-imental Reasons, dibujo animado de Pepé Le Pew.
Quizá la frase que más representa a Selzer fue su reacción a las risas de un grupo de animadores que estaban viendo un guion gráfico. Entró al estudio y dijo "¿Qué demonios tiene que ver toda esta risa con hacer dibujos animados?"
Eddie Selzer murió en 1970 a la edad de 77 años. Tras su muerte, las cinco estatuillas que ganó en los premios Oscar fueron distribuidas entre la gente que lo ayudó; el premio de 1957, Birds Anonymous, fue entregado al artista Mel Blanc.

## Premios y distinciones
Premios Óscar
| 1950                                   | Mejor cortometraje animado | For Scent-imental Reasons | Ganador  |
| 1950                                   | Mejor documental corto     | So Much for So Little 1   | Ganador  |
| 1945                                   | Mejor cortometraje animado | Swooner Crooner           | Nominado |
| 1946                                   | Mejor cortometraje animado | Life with Feathers        | Nominado |
| 1947                                   | Mejor cortometraje animado | Walky Talky Hawky         | Nominado |
| 1948                                   | Mejor cortometraje animado | Tweetie Pie               | Ganador  |
| 1949                                   | Mejor cortometraje animado | Mouse Wreckers            | Nominado |
| 1954                                   | Mejor cortometraje animado | From A to Z-Z-Z-Z         | Nominado |
| 1955                                   | Mejor cortometraje animado | Sandy Claws               | Nominado |
| 1956                                   | Mejor cortometraje animado | Speedy Gonzales           | Ganador  |
| 1958                                   | Mejor cortometraje animado | Birds Anonymous           | Ganador  |
| 1958                                   | Mejor cortometraje animado | Tabasco Road              | Nominado |
| Notas: 1. Empate con A Chance to Live. |                            |                           |          |